# Stade Henry Jeanne
Het Stade Henry Jeanne is een multifunctioneel stadion in Bayeux, een stad in Frankrijk. 
In het stadion is plaats voor 3.444 toeschouwers. De meeste plekken (ongeveer 3.000) zijn staanplaatsen.
Het stadion wordt vooral gebruikt voor atletiek- en voetbalwedstrijden, de voetbalclub FC Bayeux maakt sinds 1998 gebruik van dit stadion. Verder worden er ook tenniswedstrijden gespeeld. Het stadion werd ook gebruikt voor het Europees kampioenschap voetbal mannen onder 19 van 2010. Dat toernooi werd gespeeld in Frankrijk en er werden vier groepswedstrijden gespeeld.